# هیتاچی (ایباراکی)
هیتاچی در استان ایباراکی در کشور ژاپن واقع شده‌است که دارای جمعیت ۱۹۵٬۸۴۴ نفر و مساحت ۲۲۵٫۵۵ کیلومتر مربع با تراکم جمعیت ۸۶۸ نفر در کیلومترمربع است و در تاریخ ۱ سپتامبر ۱۹۳۹ به عنوان شهر شناخته شد.